# 623
Cette page concerne l'année 623  du calendrier julien. Pour l'année 623 av. J.-C., voir 623 av. J.-C.
L'année 623 est une année commune qui commence un samedi.

## Événements
- Entre le 20 janvier et le 7 avril[1] : Dagobert Ier, fils aîné de Clotaire II, devient roi d'Austrasie à la demande des Grands pour prix de leur ralliement en 613. Le pays est administré par l'évêque Arnoul de Metz et Pépin de Landen. Mais Clotaire conserve la région à l’ouest de l’Ardenne et des Vosges et les parties austrasiennes de l’Aquitaine[2].
- 25-27 mars : l'empereur d'Orient Héraclius quitte Constantinople pour Nicomédie où il célèbre Pâques avec ses enfants et son épouse Martine[3]. Après Pâques, Héraclius, accompagné de Martine[3], débarque à Trébizonde pour marcher vers l'Arménie par Théodosiopolis, Dvin puis Nakhitchevan[4],[5].
- 20 avril : Héraclius pénètre en Médie Atropatène[3].
- 21 juin : victoire d'Héraclius sur les Perses à Ganzak[6], dont il incendie le temple du Feu. Khosro II s’enfuit et le pays est ravagé par les mercenaires isauriens. Héraclius se retire avec 50 000 prisonniers pour hiverner sur la Koura en Transcaucasie où il recrute des troupes parmi les chrétiens d’Arménie et du Caucase[4],[7].

- D’après les chroniques de Frédégaire (660), les Slaves de Moravie ne pouvant plus supporter l’oppression des Avars se révoltent. Un marchand franc probablement d’origine gauloise (Sénon) Samo, mène alors une expédition commerciale chez les Wendes (Slaves) à la tête d’une troupe de marchands aventuriers (623-624). Ils y recherchent des esclaves païens et certainement des fourrures. Samo devient roi des Wendes et fait massacrer les marchands francs, ce qui provoque la guerre avec Dagobert (632)[8].
- Les Slaves atteignent la Crète[9].